# Lycodes sigmatoides
Lycodes sigmatoides is een straalvinnige vissensoort uit de familie van puitalen (Zoarcidae). De wetenschappelijke naam van de soort is voor het eerst geldig gepubliceerd in 1975 door Lindberg & Krasyukova.